# Roy Callender
Roy Callender (* 31. Oktober 1944 in Barbados) ist ein ehemaliger Bodybuilder und Wrestler. 2008 wurde er in die IFBB Hall of Fame aufgenommen.